# الحدود البرازيلية الفرنسية
الحدود البرازيلية الفرنسية هي الخط الواقع في غابات الأمازون المطيرة، والذي يحد أراضي البرازيل وفرنسا. تقع الحدود بين ولاية أمابا البرازيلية ومنطقة غويانا الفرنسية. يبلغ طول الحدود 730 كيلومتر (450 ميل).
هي أطول حدود تشترك فيها فرنسا مع دولة أخرى، تليها إسبانيا 657 كيلومتر (408 ميل). يُحدِّد نهر أويابوك جزءًا من الحدود، وتمتد الحدود عبر جسر نهر أويابوك، وهو الجسر الوحيد الذي يعبر الحدود، والذي يربط بين مدينتي سان جورج (غويانا الفرنسية) وأيابوكي (البرازيل).